# Scottish Prison Service
Lo Scottish Prison Service (SPS, in italiano: Servizio carcerario scozzese) è un'agenzia esecutiva del governo scozzese incaricata di gestire le carceri e le istituzioni per i giovani trasgressori.
Il direttore dell'agenzia dello Scottish Prison Service attualmente Colin McConnell, è responsabile della sua amministrazione e riferisce al Segretario del gabinetto per la giustizia, che è responsabile dello servizio penitenziario scozzese all'interno del governo scozzese.
Ci sono quindici istituti penitenziari nel paese, due dei quali gestiti privatamente. L'SPS impiega oltre 4.000 dipendenti, con sede a Calton House, situata a South Gyle, Edimburgo.

## Condizioni carcerarie
Le prigioni scozzesi sono sovraffollate e i prigionieri trascorrono troppo tempo nelle loro celle. I prigionieri che dovrebbero essere in ospedale psichiatrico rimangono in prigione. Le droghe illegali entrano nelle carceri alimentando la violenza tra i prigionieri e gli attacchi al personale. I prigionieri ottengono troppo poca attività costruttiva. Parte del motivo dei problemi è la carenza di personale. La magistratura è accusata di aver mandato troppe persone in prigione.